# Lola Melea
Pour les articles homonymes, voir Lola de Valence (homonymie).
Lola Melea est une danseuse espagnole du XIXe siècle souvent désignée par son nom de scène, Lola de Valence. Connue en France par Charles Baudelaire et Zacharie Astruc, elle est plus tard célèbre par le portrait qu'a fait d'elle le peintre Édouard Manet en 1862. Intitulée Lola de Valence, cette toile a inspiré Amedeo Modigliani et René Magritte, qui au XXe siècle proposent leur propre représentation de l'artiste.

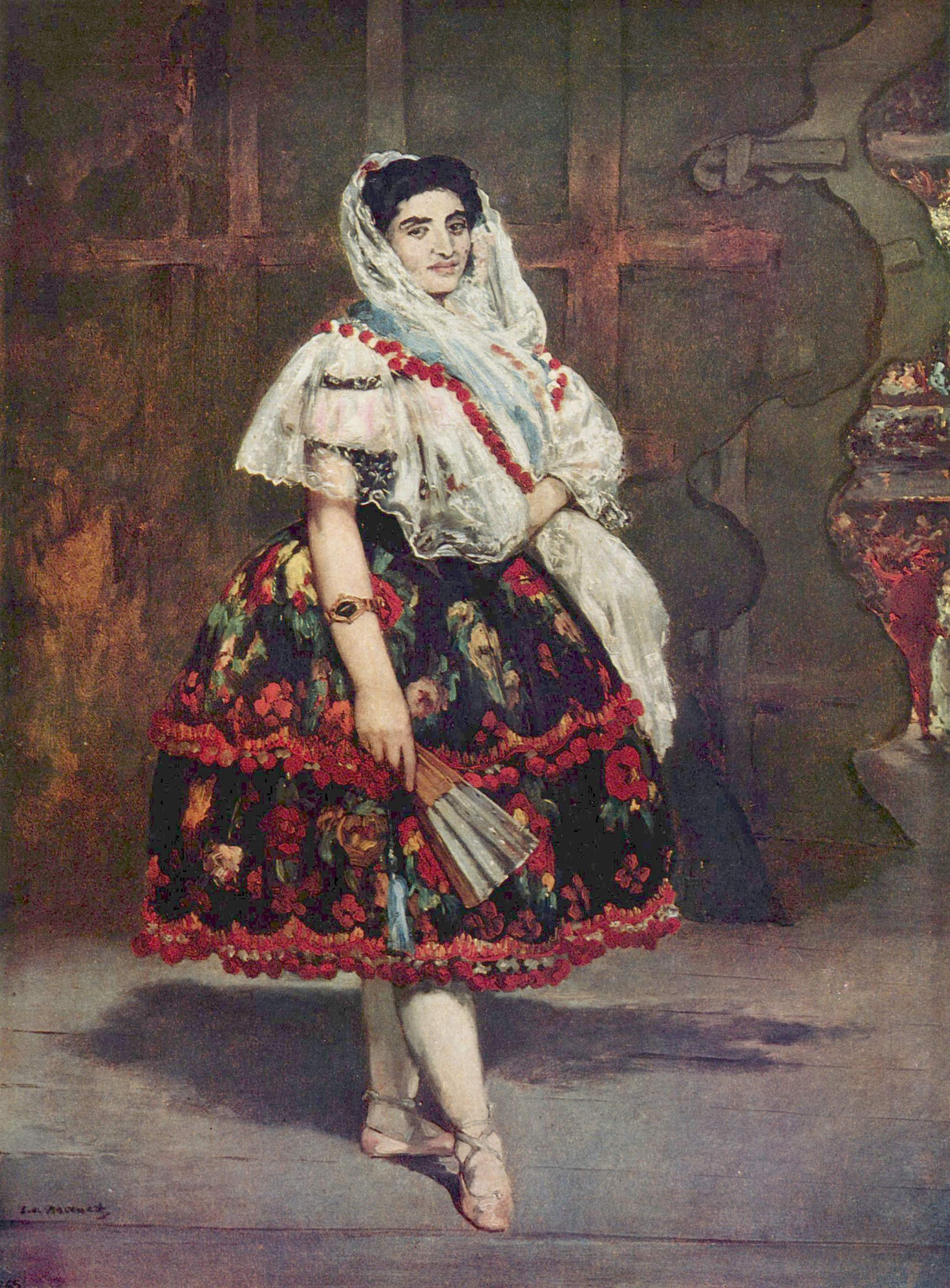
Édouard Manet, Lola de Valence, 1862 – Musée d'Orsay, Paris.
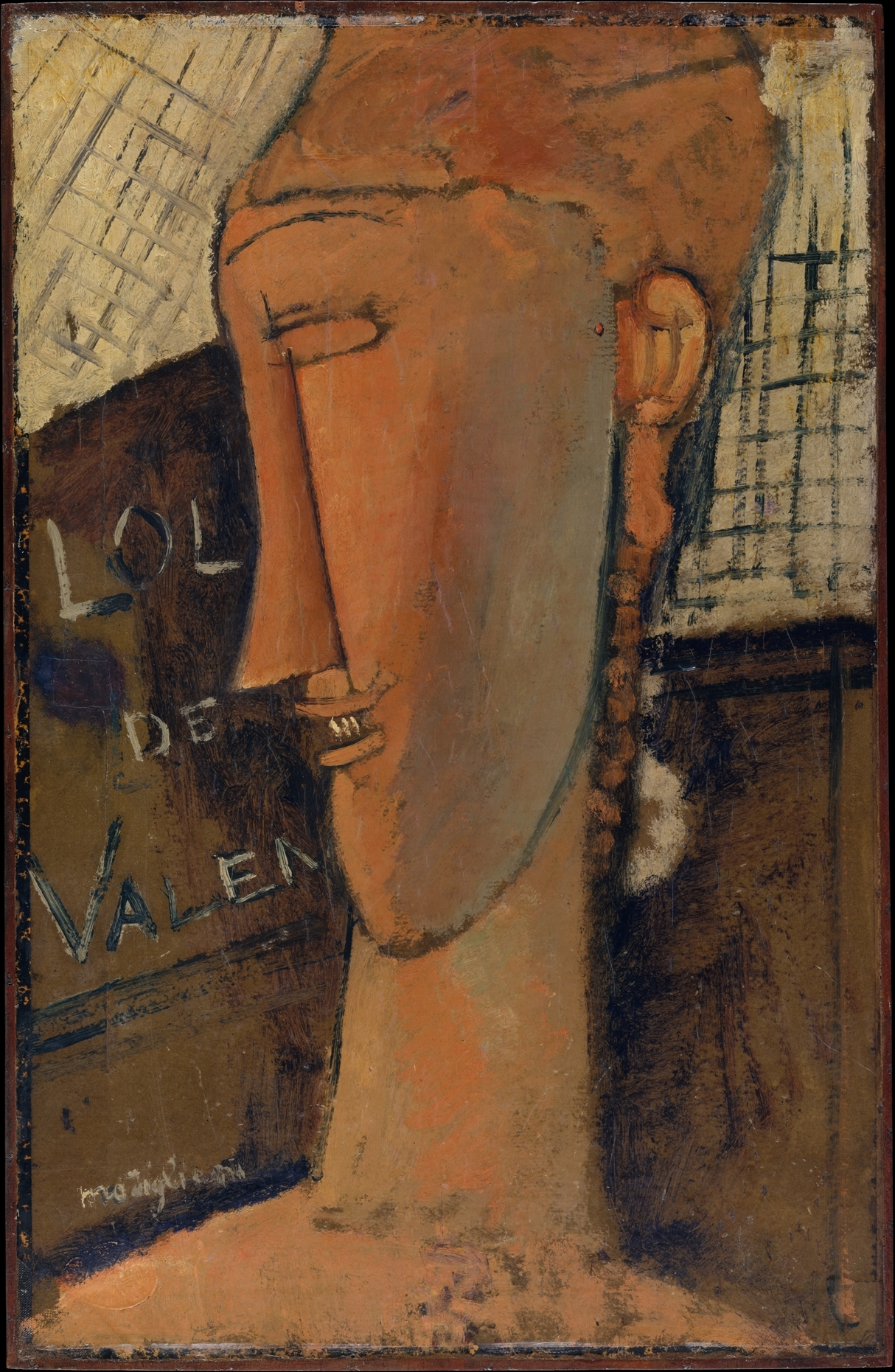
Amedeo Modigliani, Lola de Valence, 1915 – Metropolitan Museum of Art, New York.